# Contemporary Arts Center
Il Contemporary Arts Center (CAC) anche noto come Rosenthal Center for Contemporary Art oppure come Lois & Richard Rosenthal Center for Contemporary Art è un museo di arte contemporanea localizzato a Cincinnati, in Ohio ed è una delle prime istituzioni di arte contemporanea negli Stati Uniti.
Il CAC è effettivamente più una kunsthalle che un vero e proprio museo, in quanto privo di una collezione permanente: si dedica ai nuovi sviluppi in pittura, scultura, fotografia, architettura, performance art e nuovi media. Concentrandosi sulla programmazione che riflette "l'arte degli ultimi cinque minuti", il CAC ha esposto le opere di molti artisti famosi all'inizio della loro carriera, tra cui Andy Warhol.
Nel 2003, il CAC si trasferì in un nuovo edificio progettato da Zaha Hadid, configurandosi come primo museo d'arte americano progettato da una donna. 
Nonostante sia ubicato in una strada architettonicamente eterogenea, risulta perfettamente integrato nel contesto urbano, grazie ai suoi volumi scatolari aggettanti.

## Storia
Nel 1939, Betty Pollak Rauh, Peggy Frank Crawford e Rita Rentschler Cushman, su consiglio di Edward M.M. Warburg, padre fondatore dell'American Ballet e del Museum of Modern Art,  crearono a Cincinnati la Modern Art Society (MAS). 
Nel giro di pochi anni, il MAS aveva esposto Renoir, Van Gogh, Gauguin, Picasso, Beckman, Klee e molti altri. 
Nel 1952, il MAS cambiò il nome in Contemporary Arts Centre (CAC). 
Nel 2003, il CAC fu trasferito nel Lois & Richard Rosenthal Center for Contemporary Art, progettato dall'architetto Zaha Hadid, che il NY Times definì "il miglior nuovo edificio dopo la Guerra Fredda".